# Бомнак (приток Зеи)
Бомна́к (Буомнаах) — река в Зейском районе Амурской области России, правый приток Зеи. Исток — в отрогах Станового хребта, впадает в Зейское водохранилище у села Бомнак, в 920 км от устья Зеи. Длина реки — 82 км, площадь водосборного бассейна — 496 км².
В переводе с якутского языка: буом — преграда, препятствие в пути; аффикс обладания -наах-. Дословная интерпретация — «река с препятствиями».
По данным государственного водного реестра России относится к Амурскому бассейновому округу, речной бассейн реки Амур, речной подбассейн реки — Зея, водохозяйственный участок реки — Зея от истока до Зейского гидроузла.

## Притоки
(указано расстояние от устья)
- 49 км: река Доведенов (лв)
- 55 км: река Вангаличи (лв)